# Hesham Qandil
Hesham Mohamed Qandil (en árabe: هشام محمد قنديل) (también conocido como: Hisham Kandil) (n. el 17 de septiembre de 1962 en la Gobernación de Beni Suef) es un ingeniero y político egipcio que fue el primer ministro de Egipto. Fue nombrado por el presidente Mohamed Morsi, el 24 de julio de 2012. Qandil fue ministro de Recursos Hídricos y Riego de 2011 a 2012. La agencia de noticias Reuters informó que Qandil es un político independiente y alto funcionario público en la administración Morsi, pero no era popularmente considerado como un posible candidato para el cargo de primer ministro. Ocupó el cargo de primer ministro desde el 2 de agosto de 2012 hasta el 3 de julio de 2013, fecha en que renunció.
El 25 de diciembre fue arrestado por las autoridades egipcias, en medio de una oleada de detenciones contra su partido tras un Golpe de Estado.